# Лікар Мартін
«Лікар Мартін» (чеськ. Doktor Martin) — комедійний телесеріал Чеського телебачення у співпраці з RTVS, який вийшов в ефір 4 вересня 2015 року на каналі ČT1 і 30 серпня 2015 року на каналі Jednotka. Серіал розповідає про дивакуватого лікаря у волоському селі. Він заснований на оригінальній англійській версії, яка транслювалася з 2004 року британським телебаченням ITV під назвою «Док Мартін». У чеській версії Мирослав Донутіл грає лікаря Мартіна Елінґера, який раніше працював провідним хірургом у Празі, а тепер приїхав до маленького села в Бескидах під назвою Протейов дільничним лікарем; його молоду медсестру грає словацька акторка Габріела Марцінкова.
24 вересня 2015 року телеканал РТВС оголосив, що в роботі ще один (другий) шістнадцятисерійний серіал; перед його виходом Донутіл оголосив, що це також буде останній серіал. Однак фінальний фільм «Таємниця в Бескидах» вийшов на екрани кінотеатрів у 2018 році, а роком пізніше — безкоштовний тринадцятисерійний сиквел «Сторож Топинка». Ці три серіали пов'язані не лише однаковими головними героями, але й місцем дії — вигаданим селом Протейовим.
Серіал був номінований на «Чеського лева» в категорії «Найкращий драматичний телесеріал», але не отримав нагороду.

## Акторський склад
- Мирослав Донутіл — лікар Мартін Елінґер
- Ґабріела Марцінкова — Ірена Безакова
- Роберт Міклуш — констебль Томаш Топінка
- Норберт Лихий — Антонін Бразда
- Віра Павлікова — пані Мала
- Томаш Єржабек — Радек Ґорак
- Їтка Чванчарова — Ліда Класнова
- Яна Штепанкова — Марія Лукотова
- Вацлав Копта — Роберт Фіала
- Томаш Мечачек — Мілош Бразда
- Мілена Штейнмаслова — Сандра Кунешова
- Єва Лейнвеберова — Кароліна Совова
- Адам Воханка — Петя Краса
- Тереза Вілішова — мати Петі Краси